# Jaak van Wijck
Jacobus  Johannes  Wilhelmus (Jaak) van Wijck (Ginneken, 11 september 1870 - Antwerpen, 3 juni 1946) was een kunstschilder en glazenier.

## Leven en werk
Van Wijck schilderde op een romantisch-impressionistische manier vooral landschappen in de Kempen (de landstreek in Vlaanderen (België)) en  Noord-Brabant (Nederland) in de eerste helft van de 20e eeuw. Het meest schilderde hij locaties op de Kalmthoutse Heide (de Kempen) nabij Antwerpen, zoals de Putse Moer, het Peerdsbos, Kruibeke, Turnhout en Brasschaat en rond de rivier de Schelde. Maar ook bij Ginneken, een dorp nabij Breda, waar hij onder andere enkele malen de rivier de Mark vastlegde, bij Ulvenhout en Woensel.  
Hij schilderde daar vooral - in verschillende jaargetijden en bij voorkeur en plein air - bos- en heidelandschappen, boerderijen, vennen, boomgaarden, molens, rivierzichten en enkele keren ook vogels, bloemen en interieurs. 
Leerling op het Stedelijk Tekeninstituut van de stad Breda kreeg hij diverse prijzen. Later, op de Koninklijke Academie voor Schoone Kunsten te Antwerpen en het Hooger Gesticht aldaar, viel hij wederom op door prijzen te winnen, bijvoorbeeld in 1895 toen hij onder andere voor de 1e prijs 'in de Klasse van toepassing op de stielen die van de schilderkunst afhangen' twee bijzondere medailles ontving 'vanwege Leopold II Roi des Belges'.
Kort na zijn studie aldaar stelde hij (in 1903) zijn werken tentoon op de beroemde Salon Triennal des Beaux-Arts te Brussel. Later ook op diverse salons in Antwerpen. Hij werd bestuurslid van de - nu Koninklijke - Vereeniging van Natuur- en Stedenschoon, waarvan hij nog in 1950 postuum tot erebestuurslid werd benoemd, omdat hij "een van de aktiefste en meest vooraanstaande bestuursleden en groot ijveraar voor molenbescherming" was. Zijn echtgenote Reine van Wijck-Schoeters was daarin ook heel actief, o.a. als voorzitster van het damescomité.
Naast zijn activiteit als zelfstandig kunstschilder heeft hij in een atelier aan de Vinkenstraat 30-32 in Antwerpen, met zijn zakelijk compagnon Gussenhoven, vele glas-in-loodwerken vervaardigd, vaak in jugendstil/art deco. Als glazeniers werden zij tussen de beide Wereldoorlogen beschouwd als de voornaamste in het Antwerpse.
Van Wijck was lid van de Antwerpse kunstenaarsvereniging De Scalden, later ook van de kunstkringen WIJ en Eigen Vorming.

## Musea
Enkele belangrijke werken van Jaak van Wijck bevinden zich in musea in België en Nederland: in het Archief en Museum voor het Vlaamse Cultuurleven (AMVC) te Antwerpen, het Stedelijk Museum Breda en in het Museum Kempenland, Eindhoven.
Zijn werken bevinden zich voor het grootste deel in particuliere bezit, onder andere in België, Nederland, Duitsland en de Verenigde Staten. Veel van zijn werken werden verkocht onder andere op veilingen van Christie’s en van Campo & Campo te Antwerpen.